# مورتون إل. كورتيس
مورتون إل. كورتيس (بالإنجليزية: Morton L. Curtis)‏ هو رياضياتي أمريكي، ولد في 11 نوفمبر 1921، وتوفي في 4 فبراير 1989.